# Szabas asz-Szuhada
Szabas asz-Szuhada – miejscowość w Egipcie, w muhafazie Kafr asz-Szajch. W 2006 roku liczyła 28 628 mieszkańców.